# Seconde abdication de Napoléon Ier
Pour les articles homonymes, voir Abdication de Napoléon Ier.
La seconde abdication de Napoléon Ier est l'acte par lequel l'empereur des Français, le 22 juin 1815, à l'issue des Cent-Jours et après la défaite de Waterloo, renonce au trône en faveur de son fils. Sa volonté ne sera pas exaucée et cette seconde abdication ouvrira la porte à la Seconde Restauration.

## Contexte
Le 20 juin 1815, la nouvelle de la défaite de Waterloo, intervenue 2 jours plus tôt, arrive à Paris, alors que Napoléon Ier bat en retraite par Laon pour rejoindre la capitale.

## Chronologie
Le premier informé, Joseph Fouché, ministre de la police à la loyauté douteuse, garde l'information secrète et sonde quelques membres de la Chambre des représentants sur les mesures à prendre en cas de défaite. Lafayette estime qu'il faudrait alors que la Chambre se déclare « en permanence », qu'elle demande l'abdication de l'Empereur et, en cas de refus, qu'elle prononce sa déchéance.
Arrivé au palais de l'Élysée, Napoléon Ier, encouragé par son frère Lucien et par Carnot, évoque devant ses proches l'hypothèse d'une dictature temporaire, seule à pouvoir, selon lui, retourner la situation. Réticent à employer une fois de plus la force, il espère cependant que la Chambre lui concède les pleins pouvoirs, lui évitant ainsi d'avoir à s'en saisir.
Les ministres sont convoqués et informés de la situation. Regnaud de Saint-Jean-d'Angely, fin connaisseur de la Chambre, serait le premier à avoir évoqué, en présence de l'Empereur, une abdication au profit du prince impérial, option qui pourrait empêcher les Représentants de voter la déchéance.
Ces derniers, informés par Fouché des menaces de coup d'état, se réunissent le 21 juin à midi. Lafayette fait proclamer l'assemblée « en permanence » et inviolable, convoquant les ministres pour y rendre compte de la situation.
À l'Élysée, l'Empereur, informé de la tournure des événements, envoie Regnaud auprès des Représentants. Rompu aux débats parlementaires, il ne parvient cependant pas à garder le contrôle de la situation : les Représentants réitèrent leur exigence de voir les ministres comparaître, dénoncent les menaces de coup d'état et nomment séance tenante une commission chargée de préserver l'indépendance de la Chambre en mobilisant la Garde nationale.
Napoléon fait alors une concession qui ouvre la voie à sa déchéance : il autorise ses ministres à comparaître devant les Représentants, qui les mettent en difficulté et formulent publiquement l'alternative : l'abdication ou la déchéance.
À 9 heures du soir, un comité central, réunissant des Représentants, des pairs et des membres du Conseil d'état, entre en séance pour délibérer des mesures à prendre pour le salut de la Patrie. À 11 heures, le comité autorise les Chambres à traiter avec les puissances alliées sans en référer à l'Empereur.
La Chambre des représentants, constatant la chute effective de Napoléon, pousse son avantage et reprend en séance le mot d'ordre de l'abdication, mais le président parvient à négocier un délai d'une heure avant qu'une résolution demandant la déchéance, portée par Lafayette, ne soit mise au vote.
Pendant ce délai, Lucien Bonaparte, rentré à l'Élysée, pousse son frère à dissoudre la Chambre pour reprendre le pouvoir. Mais d'autres conseillers, majoritaires, insistent pour l'abdication, et parviennent à convaincre l'Empereur en lui faisant miroiter la pérennité de sa dynastie via une régence et l'avènement de son fils, alors âgé de cinq ans.
Fouché en fait informer les Représentants, tandis que Lucien prend, sous la dictée de son frère, copie de son abdication.

## Texte de l'acte d'abdication du 22 juin 1815
« Déclaration au peuple français.

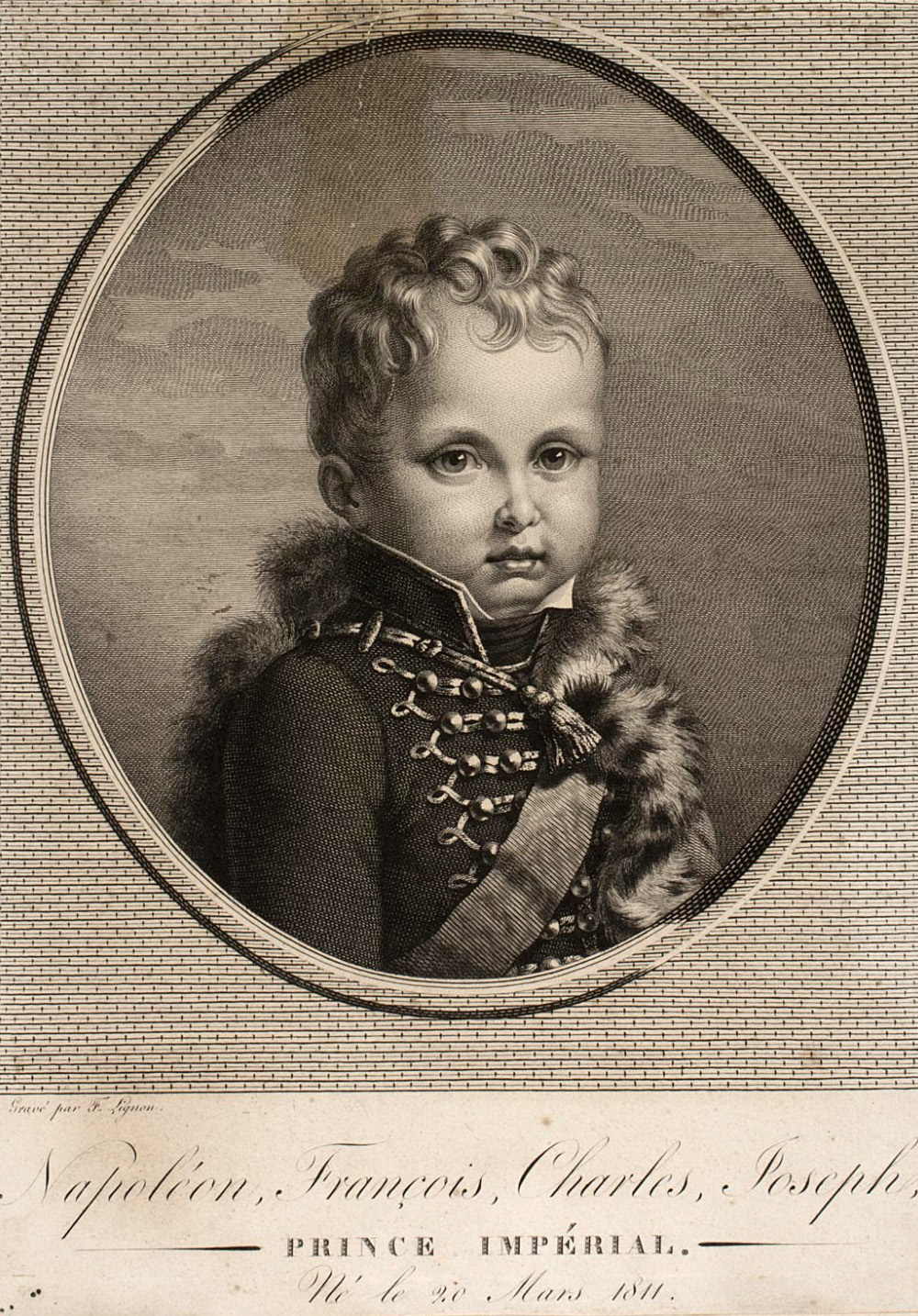
Le roi de Rome, fils de Napoléon Ier, en faveur duquel l'Empereur abdique le 22 juin 1815. Il est alors âgé de cinq ans. La volonté de son père ne sera pas exaucée.

Français ! en commençant la guerre pour soutenir l'indépendance nationale, je comptais sur la réunion de tous les efforts, de toutes les volontés, et le concours de toutes les autorités nationales. J'étais fondé à en espérer le succès, et j'avais bravé toutes les déclarations des puissances contre moi.
Les circonstances paraissent changées. Je m'offre en sacrifice à la haine des ennemis de la France. Puissent-ils être sincères dans leurs déclarations, et n'en avoir jamais voulu qu'à ma personne ! Ma vie politique est terminée, et je proclame mon fils sous le titre de Napoléon 2, Empereur des Français.
Les ministres actuels formeront provisoirement le conseil de gouvernement. L'intérêt que je porte à mon fils m'engage à inviter les chambres à organiser sans délai la régence par une loi.
Unissez-vous tous pour le salut public et pour rester une nation indépendante.

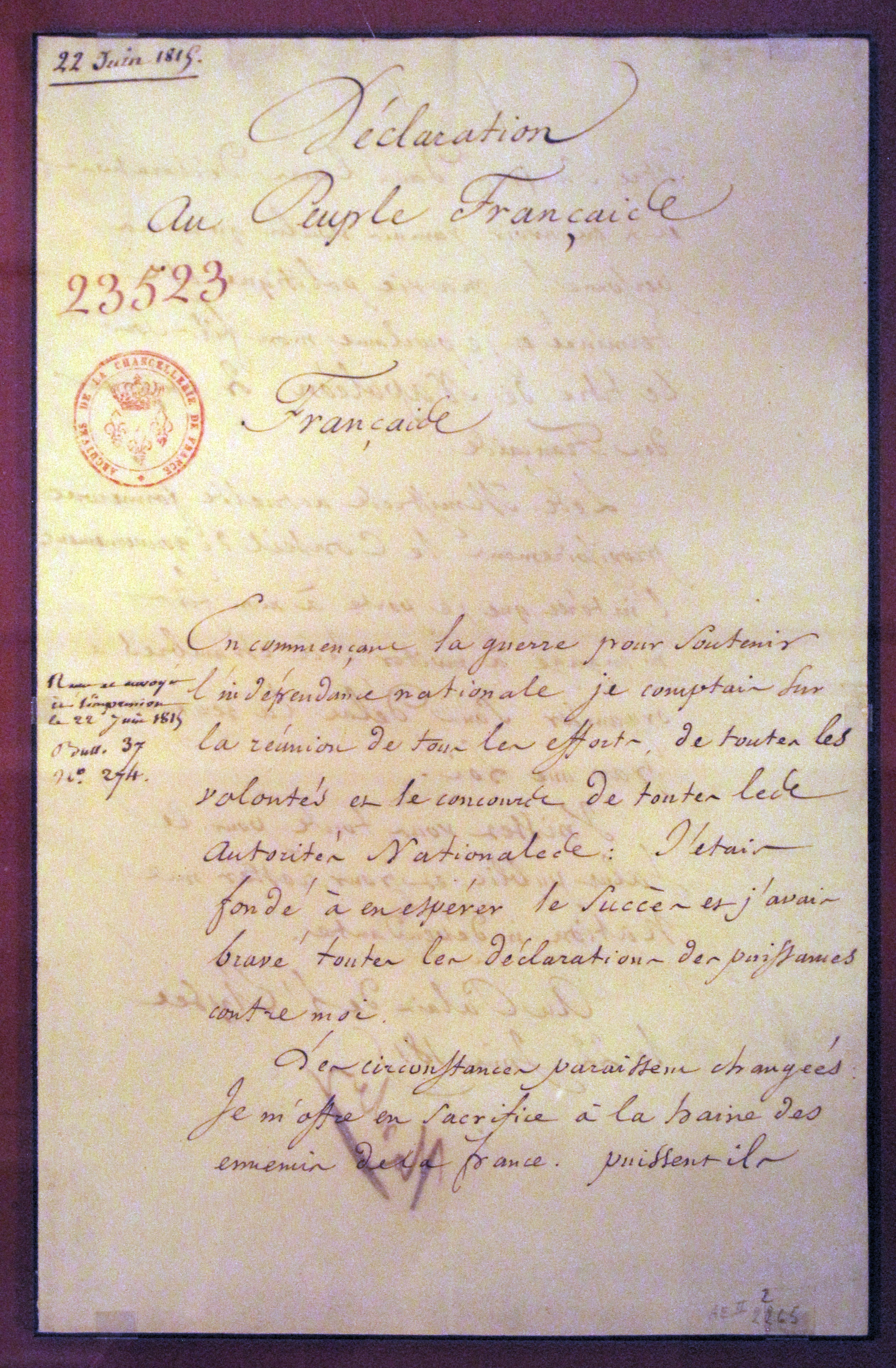
Première page du document conservé aux Archives nationales.

Au palais de l'Élysée, le 22 juin 1815.

Napoléon »

## Conséquences de la seconde abdication
Pour Napoléon, l'abdication qu'on lui a arrachée s'entend comme un acte rédigé en faveur de son fils. Ce faisant, il surestime l'attachement des Français à l'Empire et sous-estime le rejet de l'idée dynastique chez les puissances alliées. Le roi de Rome, qui est alors leur otage, ne sera jamais sérieusement considéré comme une solution politique.
L'abdication laisse donc en présence les alliés, résolument hostiles à Napoléon et à sa descendance, la Chambre des pairs, où dominent les partisans de l'Empire, et celle des Représentants, où les bonapartistes défendent le régime, les royalistes poussent leurs prétendants et l'idée républicaine reste puissante.
Alors que les armées étrangères envahissent le pays, après de longs débats, le pouvoir exécutif, vacant, est confié à une Commission de gouvernement, composée de cinq membres (deux Pairs et trois Représentants). Elle appelle « tous les Français à la défense de la Patrie ».
Fouché s'étant porté à la présidence de la Commission, des tractations débutent avec les Puissances pour définir l'orientation du futur régime, alors qu'un retour au pouvoir des Bourbons semble de plus en plus inéluctable. Pour convaincre les alliés, Fouché parvient à persuader Napoléon de s'éloigner en lui garantissant, en toute mauvaise foi, une régence conduisant au règne de son fils.
Le 25 juin, Napoléon quitte l'Élysée, où il a continué à suivre les événements et à recevoir ses partisans, pour la Malmaison, où il va passer quelque temps sous la surveillance discrète du général Becker. Témoin impuissant des infortunes militaires de la France, il propose à la Commission de gouvernement de reprendre du service comme « simple général ». Le 29 juin, à 5 heures du soir, le général Gourgaud l'invite à monter dans une calèche qui accompagnée d'une escorte, l'emmène sur la route de Compiègne, puis oblique vers Rochefort, d'où l'Empereur pense embarquer pour les États-Unis, alors que se prépare son exil à Sainte-Hélène.
Davout devient commandant en chef des armées impériales. Malgré les victoires de La Plaine des Vertus et de Rocquencourt, le 3 juillet il signe à Saint-Cloud la convention qui met fin aux hostilités. Le 9, Louis XVIII fait son entrée dans Paris et revient au pouvoir. Davout se soumet le 14 juillet.